# Isoplatoides westralianus
Isoplatoides westralianus är en stekelart som först beskrevs av Girault 1939.  Isoplatoides westralianus ingår i släktet Isoplatoides och familjen puppglanssteklar. Inga underarter finns listade i Catalogue of Life.